# جرمی داروک
جرمی داروک (انگلیسی: Jeremy Darroch) (زاده ۱۸ ژوئیه ۱۹۶۲) کارآفرین، بازرگان و مدیر ارشد اجرایی بریتانیایی است، که در حال حاضر به‌عنوان مدیر عامل شرکت بی‌اسکای‌بی فعالیت می‌کند.